# Rex Hunt
Rex Hunt Masterman, né le 29 juin 1926 à Redcar et mort le 11 novembre 2012 à Stockton-on-Tees, est un diplomate britannique et administrateur colonial. Il est gouverneur, commandant en chef et vice-amiral des Îles Malouines (et également haut commissaire du Territoire antarctique britannique) entre 1980 et 1982 et commissaire civil de ces mêmes territoires de 1982 à 1985.

## Carrière
Après avoir étudié à la Coatham School à Redcar et au St Peter's College d'Oxford, Rex Hunt rejoint la Royal Air Force en tant que cadet en 1941, puis devient aviateur en 1944 et sert en tant que pilote en 1945. Il est muté à l'escadron no 5 en Inde en août 1946 où il vole sur Supermarine Spitfire, avant d'être transféré vers l'Allemagne avec l'escadron no 26 en août 1947. Il quitte le service actif en 1948, mais il reste dans la réserve jusqu'en 1951 où il atteint le grade de flight-lieutenant (O-3 Capitaine).
En 1952, il rejoint les services coloniaux et diplomatiques et continue à servir en Ouganda, au Sarawak, au Brunei, en Turquie, en Indonésie, au Viêt Nam du Sud, en Malaisie et aux îles Malouines. En 1975, Hunt est consul général à l'ambassade britannique à Saïgon au moment de la chute du régime du Viêt Nam du Sud.

## La guerre des Malouines
Devenu gouverneur des Malouines en 1980, Hunt est en poste quand éclate la guerre des Malouines après l'invasion argentine des îles en avril 1982. 
Pendant l'invasion, il fait de Government House, sa résidence officielle à Port Stanley, le siège opérationnel des Royal Marines. Il envoie sa famille et le personnel à l'abri dans des maisons plus sûres avec seulement leurs biens les plus précieux. Sa gouvernante emporte une photo de la reine Élisabeth II et une bouteille de gin
Government House est le théâtre d'un bref engagement entre la garnison des Royal Marines et des commandos de marine argentins. Hunt donne l'ordre de déposer les armes, avant d'aller à la mairie de Port Stanley, avec son chapeau à plumes de gouverneur, pour rencontrer le général argentin auquel il déclare : « Vous avez atterri illégalement sur le territoire britannique et je vous ordonne de vous retirer immédiatement, vous et vos troupes ». Quatre heures plus tard, Hunt est expulsé dans un avion pour Montevideo en Uruguay.
Le 25 juin suivant, après la victoire du Royaume-Uni, Rex Hunt est de retour aux Malouines où il reprend l'administration des îles avec le titre et les fonctions de « commissaire civil » qu'il exerce jusqu'en octobre 1985.
Sir Rex Hunt a écrit sur son séjour passé aux Malouines dans son livre My Falkland Days. Il est président de l'Association des îles Malouines durant de nombreuses années, jusqu'en 2004, date à laquelle il s'installe dans le Yorkshire.